# オデッサの戦い (1941年)
オデッサの戦い（オデッサのたたかい、ドイツ語: Schlacht um Odessa、ロシア語: Одесская оборонаアヂェースカヤ・アバローナ、ルーマニア語: Bătălia de la Odessaバタリヤ・デ・ラ・オデッサ）は、独ソ戦初期の1941年8月から10月まで、黒海沿岸の軍港都市であるオデッサを巡って行われた戦闘。攻略は、ルーマニア軍が担当したが、ソ連軍の堅固な防衛陣地を破るのに難渋し、約2ヶ月の攻囲の末、大損害を被った後に、オデッサは陥落した。

## 背景
1940年に、ソ連からの強圧によりベッサラビアと北ブコビナの割譲を余儀なくされたルーマニアのイオン・アントネスク政権は、ドイツ側に立ってバルバロッサ作戦に参加し旧領回復を図ることとした。しかし、ドニエストル川以東は歴史的にルーマニアの版図であったことはなく、大ルーマニア構想にも含まれることはなかったので、更に東へ軍を進めることについては国内で異論もあった。
一方、緒戦の敗退でソ連大本営は、7月末にはドニエストル川での防衛を諦め、オデッサを除き主防衛線を更に東へ後退させることを決定した。オデッサは黒海艦隊の重要基地であり、ウクライナ第3の大都市であることから、引き続き防衛することにした。
既に兵員不足に悩んでいたドイツでは、ヒトラーはアントネスクと交渉し、ブーク川とドニエストル川の間をルーマニアの管理下(独ソ戦がドイツ勝利の場合、ルーマニア領になる可能性が高い)とする見返りに、ドニエストル川以東でのルーマニア軍の軍事作戦参加をとりつけた。
こうして、8月始めにはオデッサは陸上からは包囲されたが、黒海の制海権はソ連黒海艦隊が握っていたため包囲は不完全であり、ソ連軍の補給・増援は海路で行われていた。

## 経過
ニコラエ・チュペルカ将軍の指揮するルーマニア第4軍は、海軍・空軍の支援の協力のもと1941年8月5日、オデッサへの侵攻を開始した。
当時、オデッサ軍港はガヴリール・ジューコフ海軍少将指揮下にあった。黒海艦隊(フィリップ・オクチャーブリスキー海軍中将)は、陸上部隊への支援のため活発な物資輸送や艦砲射撃を行った。ルーマニア軍では9月よりイオシフ・イアコビチ中将が司令官に就任した。
攻囲戦が始まってから2ヶ月近くが経過して、その間に行われた3度の総攻撃にもかかわらず、オデッサが陥落する気配は一向になかった。しかし9月27日、マンシュタインの第11軍はペレコープ地峡のソ連軍防衛線を突破し、クリミア半島に侵入を始めた。クリミアの防衛が危機に瀕する状態に至り、9月28日にスタフカはオデッサを放棄してその守備兵をクリミア防衛に転用することに決めた。10月5日に、独立沿岸軍の司令官はソフロノフは病気の為退任となり、新たに、イワン・ペトロフ少将が指名されるとともに、最初の部隊が海路でクリミアへ送られた。10月15日および10月16日に、オデッサ守備隊は黒海艦隊によりセヴァストポリへ海路撤収。
10月16日にドイツ、ルーマニア同盟軍が市内に進駐し、オデッサは陥落した。当時の新聞では「（同盟軍は）市民から熱狂的な歓迎を受けた」と報道された。
攻囲側の主軸となったルーマニア軍は将官の戦死者を出すなど苦戦し、ドイツ軍の損害と含めて10万名近い戦傷者と行方不明者が発生した。対するソ連軍側は4万名から6万名の損害に留まり、結果として一時は最大で5倍以上の戦力を持った枢軸軍を2ヶ月間足止めした。

## ルーマニア軍による市民の虐殺
10月30日に5000人の市民が射殺され、19000人の市民が港の9つの火薬庫に鮨詰めに押し込められ、銃撃を受けたあと焼き殺された。その後2万人の市民が街から近隣の村に連行され、50人ずつのグループに分けられて対戦車壕の中に投げ込まれ機関銃で射殺されていった。しかしルーマニア軍はあまりに時間がかかると懸念し、残りを四つの火薬庫に鮨詰めに詰め込み、火を放って焼き殺した。そのうち三つは主に子供や女性で満たされていた。人々は狂乱の中で生じた穴から這い出て逃げようとしたが、ルーマニア軍の機関銃と手榴弾の餌食となった。約10万人の市民がたった二日で大虐殺された。オデッサ大虐殺はルーマニア将校Nicolae DeleanuおよびC.D.Nicolescu両中佐の指揮のもと行われた。

## 題材とした作品
- ボードゲーム - コマンド・マガジン第109号 『オデッサ攻防戦』 国際通信社
- 映画『ロシアン・スナイパー』 - 監督：セルゲイ・モクリツキー、2015年
  - 実在の狙撃手であるリュドミラ・パヴリチェンコの視点から第二次世界大戦における独ソ戦を描く。